# Alexander von Jerusalem

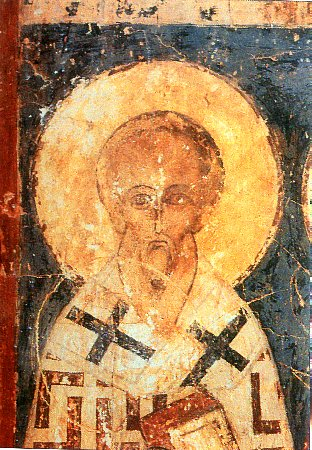
Alexander von Jerusalem, Darstellung aus dem 15. Jahrhundert.

Alexander von Jerusalem (altgriechisch Αλέξανδρος Ιεροσολύμων Aléxandros Ierosolýmōn; † 18. März 250 oder 251 in Caesarea Maritima) war Bischof von Jerusalem ab 213.

## Leben
Alexander, der aus Kleinasien stammte, studierte in Alexandrien bei Pantaenus und Clemens von Alexandria. Er wurde zu Beginn des 3. Jahrhunderts Bischof in Kappadozien oder Kilikien und war während der Christenverfolgung unter Septimius Severus seines Glaubens wegen von 204 bis 212 in Haft. Nach seiner Freilassung begab er sich auf eine Pilgerreise nach Jerusalem und wurde von den Bischöfen Palästinas dem hochbetagten Bischof Narcissus von Jerusalem als Koadjutor an die Seite gestellt. Um 222 wurde er dessen Nachfolger.
Alexander gehörte zusammen mit Theoktistos von Caesarea zu den Unterstützern des Origenes in dessen Streit gegen den Bischof von Alexandria, Demetrius, als Origines, ohne ordiniert zu sein, in Caesarea predigte. Alexander rechtfertigte dies Demetrius gegenüber damit, dass die Predigt von Laien in seiner Region gängige Praxis sei. Alexander wurde vor allem dafür verehrt, dass er in Jerusalem eine Bibliothek stiftete, die später Eusebius von Caesarea für die Erstellung seiner Kirchengeschichte konsultierte. Der zu diesem Zeitpunkt bereits hochbetagte Alexander wurde schließlich ein Opfer der Christenverfolgung des Kaisers Decius, der ihn inhaftieren ließ. Alexander starb in Ketten im Kerker von Caesarea.
Alexander wird als Heiliger verehrt. Sein Festtag ist im Westen der 18. März, im Osten der 22. Dezember.